# Pelargopsis
A Pelargopsis a madarak osztályának szalakótaalakúak (Coraciiformes) rendjébe, ezen belül a  jégmadárfélék (Alcedinidae) családjába és a Halcyoninae alcsaládjába tartozó nem.

## Rendszerezés
A nemet Constantin Wilhelm Lambert Gloger írta le 1841-ben, az alábbi 3 faj tartozik ide:
- gólyacsőrű halción (Pelargopsis capensis)
- nagycsőrű halción (Pelargopsis melanorhyncha)
- barnaszárnyú halkapó (Pelargopsis amauroptera)

## Előfordulásuk
Dél- és Délkelet-Ázsiában honosak. A természetes élőhelyük tengerpartok, mangroveerdők, tölcsértorkolatok, valamint folyók, tavak és patakok környéke. Állandó nem vonuló fajok.

## Megjelenésük
Testhosszuk 32-35 centiméter körüli.

## Életmódjuk
Főleg rákokkal és halakkal táplálkoznak.